# Jason Donovan
Jason Donovan er en pop-sanger og skuespiller fra Australien.

## Diskografi
- Ten Good Reasons (1989)
- Between the lines (1989)
- Ten good reasons (1989)
- Joseph and the amazing technicolor dreamcoat(musical)uddrag (1991)
- All around the world (1993)